# Nychogomphus striatus
Nychogomphus striatus – gatunek ważki z rodziny gadziogłówkowatych (Gomphidae).